# John David Crawford
Pour les articles homonymes, voir Crawford.
John David Crawford (1954-1998) est un universitaire américain, renommé pour ses contributions à la physique théorique.

## Biographie
J. D. Crawford obtient son diplôme de premier cycle avec mention de l'université de Princeton en 1977, et son doctorat de l'université de Californie à Berkeley en 1983. Il est ensuite professeur à l'université de Pittsburgh. En dehors de ses recherches, il est un alpiniste passionné. Il est décédé le 23 août 1998 des suites du lymphome de Burkitt, une forme de cancer de la lymphe.

## Œuvres
Chercheur de renommée internationale en physique théorique, J. D. Crawford est spécialisé dans la physique des plasmas et la dynamique non linéaire. Sa grande perspicacité physique et sa connaissance approfondie des mathématiques lui permettent d'apporter de profondes contributions dans la théorie des systèmes dynamiques. 
Il publie plus de 80 articles de recherche, et écrit un document de référence sur la théorie des bifurcations.

## Postérité
En 2001, l'Activity Group in Dynamical Systems (« Groupe d'activités en systèmes dynamiques ») de la Society for Industrial and Applied Mathematics (SIAM) a créé le prix Crawford, qui est aujourd'hui la plus haute récompense mondiale en matière de systèmes dynamiques.